# 1975-ös magyar teniszbajnokság
Az 1975-ös magyar teniszbajnokság a hetvenhatodik magyar bajnokság volt. A bajnokságot szeptember 15. és 21. között rendezték meg Budapesten, a Dózsa margitszigeti teniszstadionjában.

## Eredmények
| Versenyszám  | Arany                                                      | Arany | Ezüst                                                  | Ezüst | Bronz                                                                                      | Bronz |
| ------------ | ---------------------------------------------------------- | ----- | ------------------------------------------------------ | ----- | ------------------------------------------------------------------------------------------ | ----- |
| Férfi egyéni | Taróczy Balázs Vasas SC                                    |       | Varga Géza Újpesti Dózsa                               |       | Machán Róbert Bp. Honvéd                                                                   |       |
| Női egyéni   | Rózsavölgyi Éva Újpesti Dózsa                              |       | Fridenzi Éva Újpesti Dózsa                             |       | Szabó Éva Vasas SC                                                                         |       |
| Férfi páros  | Taróczy Balázs, Machán Róbert Vasas SC, Bp. Honvéd         |       | Szőke Péter, Szőcsik András MTK-VM                     |       | Baranyi Szabolcs, Benyik János Újpesti DózsaCsoknyai Bertalan, Balázs György Bp. Spartacus |       |
| Női páros    | Szabó Éva, Ambrusné Széll Erzsébet Vasas SC, Bp. Spartacus |       | dr. Borka Katalin, Szűcsné Klein Beatrix Újpesti Dózsa |       | Fridenzi Éva, Rózsavölgyi Éva Újpesti DózsaGráczol Ágnes, Balogh Betty Bp. Honvéd          |       |
| Vegyes páros | Machán Róbert, Szabó Éva Bp. Honvéd, Vasas SC              |       | Benyik János, Szűcsné Klein Beatrix Újpesti Dózsa      |       | László Balázs, Gráczol Ágnes Bp. HonvédCsoknyai Bertalan, Széll Erzsébet Bp. Spartacus     |       |